# Chinesischgelb
Chinesischgelb ist ein Trivialname für 
- das legendäre Gelb des Kaisers von China, das zu Tragen nur ihm vorbehalten war, und
- teure gelbe Farbstoffe, insbesondere Gummigutt (Gamboge), unter Umständen auch Indischgelb, welche über China (meist Kanton und Shanghai) gehandelt wurden.

Übertragen ist der Name für zwei leuchtend schöne, aber hochgiftige Gelbpigmente in der Literatur zu finden:
- Arsen(III)-sulfid, das Auripigment
- Blei(II)-chlorid, auch Kasseler Gelb

Daneben ist der Name auch für besonders schönen Ocker zu finden.